# Metallourg Serov
Le Metallourg Serov est un club de hockey sur glace de Serov en Russie. Il évolue dans la Vyschaïa Liga, le second échelon russe.

## Historique
Le club est créé en 1958 .

## Palmarès
- Aucun titre.